# Sions Sånger (2008)
Sions sånger (2008) är den senaste utgåvan av den laestadianska sångboken, och gavs ut i november 2008. Den nya boken har 355 sånger på 428 sidor.

## Kyrkoåret

### 1 Advent
```
1 
Det susar genom livets strid
```

### 2 Jul
```
2 
Alla barn, kom med och sjung

3 
Barn av nåden här på jorden

4 
Ett barn är fött på denna dag

5 
Fridfullt i drömmar

6 
Från himmelen ned

7 
Fröjdas vart sinne!

8 
Hur skall du honom finna

9 
I vinterns mörka timme

10 
Julen nu inne är

11 
Kom nu till krubban i stallet att skåda

12 
När juldagsmorgon glimmar

13 
Till dig, o Jesus, nu vi går

14 
Välkommen åter, sköna tid
```

### 3 Nyår
```
15 
De flyr, våra år

16 
Fåfängt söker jag uti mitt hjärta

17 
Låt mig börja med dig

18 
Nu det gamla år försvunnit
```

### 4 Fastetiden
```
19 
Brist ut i tåreflod

20 
Böjd under korset

21 
Den stunden i Getsemane

22 
Det dyra blodet runnit har

23 
Det finns en härlig viloplats

24 
Från örtagården leder

25 
Får på ditt dyra huvud

26 
Försonare som färgar röd

27 
Golgatablodet stor styrka har

28 
Höj dig du moln, så röd av blod

29 
Jag gött mitt blod för dig

30 
Jag skådar upp emot Golgata

31 
Lär, du Jesus, nu oss alla

32 
Med sitt blod på långfredagen

33 
Nu allt är fullkomnat

34 
Nu törnekronan sårar

35 
O Herre, du vandrat på smärtornas stig

36 
O Herre kär, för mig du är

37 
O huru härlig fägring

38 
Samla, ännu syndare

39 
Vid foten av ditt kors
```

### 5 Påsk
```
40 
I tron jag ser din pina

41 
På sabbatens afton

42 
Påskens stora högtid

43 
Som solen stiger i vårens tid

44 
Upp steg solen, Jesus Kristus

45 
Vår salighetshövding har vunnit
```

### 6 Pingst
```
46 
Herre, gjut uti vårt sinne

47 
Kom du till oss, Guds helge Ande

48 
Nu kom den ljuva våren

49 
När vinden blåser fritt

50 
O dyraste Jesus, din Ande oss sänd
```

### 7 Herrens andra ankomst
```
51 
Guds Son en gång i morgonglans

52 
Han kommer snart, vår Jesus

53 
Han kommer, vår Jesus

54 
Nattens skuggor sakta viker

55 
När han kommer

56 
När kallelseklockorna slutligen slår

57 
O bröder, systrar, gläd er

58 
Snart kommer vännen kära

59 
Snart när basunerna ljuder
```

## Livet i Guds rike

### 8 Guds ord
```
60 
Det är ett fast ord

61 
För Herrens ord vi ej må skämmas

62 
Herre öppna för oss ordets dyra skatt!

63 
Här samlas vi omkring ditt ord

64 
Jesus, öppna du vårt öra

65 
Sabbatsdag, hur skön du är
```

### 9 Församlingen
```
66 
Aldrig skall vi, Herrens vänner

67 
Bröder och systrar

68 
Den port är trång

69 
Det finns så många, många väckta själar

70 
Det var nittionio gömda väl

71 
Det är ett härligt ting

72 
Du lilla skara som är på resa

73 
Far i frid ni vänner kära

74 
Förrän vår sammankomst är slut

75 
Gode herden känner allting

76 
Gud är med er tills vi möts igen

77 
Hur ljuvligt det är att möta

78 
Jesus sade till de sina

79 
Ljuvt är det bandet

80 
Lyft din blick från jordens sorger
 
81 
Lys du morgonstjärna klara

82 
Ni Jesu bröder, systrar här

83 
Nu uppbrottsstunden kommit

84 
O, att elden skulle brinna

85 
O hur saligt att få vandra

86 
O, hur saligt det är att få vandra

87 
O hör, kära vänner, hur dyrbar

88 
På Sions berg har Herren Gud

89 
Syskon vi är nu här i främmande land
```

### 10 Nådekallelsen
```
90 
Den store läkaren är här

91 
Det finns ett hjärta som för dig ömmar

92 
Du, som funnit Jesus

93 
Har du mod att följa Jesus

94 
I den sena midnattsstunden
 
95 
I Lammets död och smärta

96 
I tro under himmelens skyar

97 
Jag har kommit hem

98 
Jag irrade länge

99 
Johannes sade: Se Guds Lamm!

100 
Kära själ, säg, har du reda

101 
Ljuvligt och kärleksfullt

102 
Nu är jag frälst

103 
O, öppna ditt hjärta för Herren

104 
På en endaste dag

105 
Själ stå upp, och sov ej som förut

106 
Skynda till Jesus

107 
Så fjärran, så djupt finnes ingen

108 
Till Fadern vår

109 
Varför bygger du, Noa, en båt

110 
Vem klappar så sakta
```

### 11 Guds nåd i Kristus
```
111 
Av hjärtans grund

112 
Den som på färden genom livet

113 
Den syndaskuld som låg på mig

114 
Det är mitt hjärtas tro

115 
Det är så gott att om Jesus sjunga

116 
Du som av kärlek varm

117 
Du ömma fadershjärta

118 
En blodröd källa vällde fram

119 
Giv mig den frid

120 
Gode herde, led och bär oss

121 
Herren Jesus det dyraste är vad jag vet

122 
Här en källa rinner

123 
I den stilla aftonstund

124 
I livets svåra strider

125 
Invid Jesus hjärta

126 
Jag nu den pärlan funnit har

127 
Jag vet var jag min styrka har

128 
Jesus, du min frälsare

129 
Jesus, du som dött för mig

130 
Jesus kär, gå ej förbi mig

131 
Klippa, du som brast för mig

132 
Kom, huldaste Förbarmare

133 
Låt mig få höra om Jesus

134 
Låt oss nu sjunga

135 
Min vän är min, och jag är hans

136 
Mina synder nu Gud har förlåtit

137 
Nu vill jag sjunga om det blod

138 
När jag i tron min Jesus ser

139 
O Jesus, du min herde god

140 
O syndaförlåtelse, dyrbara skatt

141 
Om jag ägde allt, men icke Jesus

142 
Så glad jag sjunger dagen lång

143 
Tätt vid korset, Jesus kär

144 
Var finns en vän som Jesus

145 
Är det sant att Jesus är min broder

146 
Öppet står Jesu förbarmande hjärta
```

### 12 Kristlig vandel
```
147 
Bräcklig båt i stormen strävar

148 
Det finns kraft uti bedjande händer

149 
En kristen utan kors ej är

150 
En liten stund med Jesus

151 
Ett saligt barn till Gud jag nu är

152 
Fattig men dock rik

153 
Från vaggan till graven

154 
Genom lidande till seger

155 
Gud, tag min hand

156 
Hela vägen går han med mig

157 
Herre, din väg är ändå den bästa

158 
Herre Gud, du är vår Konung

159 
Herre, jag beder

160 
Herre, så svag och syndig

161 
Håll nu din lampa färdig

162 
Här så ofta under ökenvandrandet

163 
Hör mig, o Herre

164 
Hör på, du arma vandringsman

165 
Hör på du barn av Eva

166 
In under din Ande som signar

167 
Invid Babylons floder

168 
Jag arma barn som litet har erfarit

169 
Jag behöver dig, o Jesus
[
särskiljning
 
behövs
]

170 
Jag ej känner morgondagen

171 
Jag har inga sorger i världen

172 
Jag kastar det allt på Jesus

173 
Jag slipper i främmande landet mer vara

174 
Jag vet en källa

175 
Jag är ej mer min egen

176 
Jesus, Jesus, han allena

177 
Jesus, lyssna nu till bönen

178 
Käre Herre, jag ödmjukt beder

179 
Ljus efter mörker

180 
Mitt hem det är där ovan

181 
När du Guds frid i hjärtat har

182 
När Frälsaren Jesus på jorden gick kring

183 
När Jesus i hjärtat jag äger

184 
När vägen tung för mig känns här

185 
Närmare, o Jesus Krist, till dig

186 
O du kära Guds barn

187 
O giv mig, Herre, styrka

188 
O Jesus, du fröjdar mitt hjärta

189 
O Jesus, du min glädje är

190 
O Jesus, öppna du mitt öga

191 
Om dagen vid mitt arbete

192 
Se fågeln, som sitter på gungande gren
 
193 
Så mörk är ej natt

194 
Säg, varför nu sörja?

195 
Tag den hyllning

196 
Tag det namnet Jesus med dig

197 
Tag, Herre, mina händer

198 
Tiden försvinner så snabb som en dröm

199 
Under hans vingar

200 
Vadhelst här i världen

201 
Vad heter skeppet som er för

202 
Vaka än en liten tid

203 
Var ej bekymrad vad än som sker

204 
Var går vägen, var går vägen

205 
Var jag går i skogar, berg och dalar

206 
Vi dröjer i ett främlingsland

207 
Vi tågar nu till Herrens nattvardsbord

208 
Vi vandrar till ett bättre land
```

### 13 Tack och lov
```
209 
Alltid salig, fast ej alltid glad

210 
Dig, min Gud, jag tackar, prisar

211 
Framåt jag går i hoppet glad

212 
Fri från synden

213 
Gud som himlen danat

214 
Hav tack, käre Jesus

215 
Hur ljuvligt klingar Jesu namn

216 
Jag är så glad när Gud är min Fader

217 
Jesusnamnet dyrast är

218 
Jubla min tunga

219 
Klara fröjdesånger klingar

220 
Kom, låt oss vara glada

221 
Lova Herren, min själ

222 
Låt oss med glädje vår Herre möta

223 
Min enda fromhet inför Gud

224 
Min sång skall bli om Jesus

225 
Mitt hjärta ständigt sjunger

226 
Nu bort med allt som ängslar

227 
Nu är jag nöjd och glader

228 
O, att jag kunde min Jesus prisa

229 
O att vi blott kunde

230 
O Frälsare kär

231 
O fröjda er, ni alla Jesu vänner

232 
O Gud, min Gud, vad jag är glad

233 
O Jesus, ditt namn är ett fäste

234 
O, om jag kunde sjunga här

235 
O sälla dag jag äger

236 
Om dig, om dig, o Jesus, vill jag sjunga

237 
Oändlig nåd mig Herren gav

238 
Salig för intet

239 
Sjung du arma ökenvandrare

240 
Sjunga om min Jesus

241 
Tacka Herren, ty hans godhet

242 
Tänk, vilken rikedom och tröst

243 
Vi har en Gud

244 
Vilken sällhet det är
```

### 14 Mission
```
245 
Gör din resa utan fruktan

246 
Jag vill tjäna dig
```

### 15 Naturen och människan
```
247 
O store Gud

248 
Se, nu är jorden ung på nytt

249 
Vårt land i ljuvlig fägring
```

### 16 Hem och fosterland
```
250 
Din ömma famn, o Jesus

251 
Gud får vi tacka för allt som han skänker

252 
Hur fattigt hemmet vara må

253 
Klockor klingar
```

### 17 Barn
```
254 
De späda plantor små

255 
Den leder genom ökenland

256 
Det blir något i himlen

257 
Ett barn vandrar fram

258 
Fast liten och svag jag är

259 
Har du kvar din barnatro

260 
Herre, lär oss vara snälla

261 
I en djup oändlig skog

262 
Jag ber dig, käre Jesus

263 
Jag vill sjunga för dig mitt barn så kär

264 
Jesus kär, var mig när'
```

### 18 Ungdomar
```
265 
Du vandrar tillsammans med Jesus här

266 
En sista sång jag ännu sjunger

267 
Härliga lott att i ungdomens dagar

268 
I blomman av din ungdomstid

269 
I ungdomens rosiga, leende vår

270 
Kan du giva ditt hjärta

271 
Kom till Jesus så kär

272 
O hur lycklig den kan vara

273 
O Jesus, Mästare

274 
På Jesu sida i unga är

275 
Ungdom i världen
```

### 19 Morgon och afton
```
276 
Afton har kommit, Fader kär

277 
Dagen är slut och snart natten är inne

278 
För all den nåd jag tackar dig

279 
Herrens nåd är var morgon ny

280 
Kommen nu vilans timme är

281 
Snart min aftonklocka slår

282 
Trötta av dagen

283 
Var du med mig, Jesus
```

## Evigheten

### 20 Längtan till hemlandet
```
284 
Aftonfriden i mitt hjärta

285 
Det finns ett hem

286 
Ej jorden har den ro jag söker

287 
Ej trivs jag här på jorden

288 
En morgon utan synd jag vakna får

289 
Från härliga höjder dit Anden mig hör

290 
Från jordens mörker

291 
Han gav sin ande

292 
Hem jag längtar

293 
Hemma, hemma får vi vila

294 
Herre, fördölj ej ditt ansikte

295 
Himlen är mitt rätta hemland

296 
Hos Gud är idel glädje

297 
I himlen Jesus mig berett

298 
I salighetens boning

299 
Jag lever av barmhärtighet

300 
Jag längtar till himlen

301 
Jag sjunger en sång

302 
Jag tänkt mång' gång

303 
Jag är en gäst och främling

304 
Jag är en gäst på jorden

305 
Jag är en pilgrim här

306 
Jag är främling

307 
Jesus, kom att ditt barn välsigna

308 
Konungabarn är jag här på jorden

309 
Lyft dig, min ande

310 
Länge sökte jag dig

311 
Min framtidsdag är ljus och lång

312 
Mitt hjärtas längtan mången gång

313 
Mod att hoppas, o min Herre

314 
När skall väl morgonstjärnan

315 
O hur glatt jag framåt ilar

316 
O, jag vet en gång

317 
O, jag vet ett land där Herren Gud

318 
O Jesus kär, när vill du hämta mig

319 
O sälla stund jag efterlängtar

320 
O, vad sällhet

321 
Snart rinner upp i öster

322 
Till det härliga land

323 
Till det höga ser mitt öga

324 
Tänk när en gång den dimma

325 
Vandringsmannen ständigt längtar

326 
Vi bor ej här, på jorden vi blott gästar
 
327 
Vi hastar till vägs

328 
Än en liten tid vi dröjer
```

### 21 Det eviga livet
```
329 
Den himmelska sången

330 
Den som har Sonen

331 
En gång när min tid är liden

332 
Ett hem i himlen åt mig skapat är

333 
Himmelen, himmelen

334 
Här enas alla vägar

335 
Jag har mitt hem i himlen

336 
Jag vet i himmelen en borg

337 
Jerusalem, Guds helga stad

338 
Lycklig du som har fått lämna

339 
Mitt strängaspel

340 
Nu lämnar vi stoftet

341 
Nu vilar ett hjärta

342 
O saliga hem hos vår Gud

343 
O tänk en gång då alla fram skall ställas

344 
O tänk en gång när även jag skall skina

345 
O vad salighet stor

346 
Om hemmet en sång vill jag sjunga

347 
På nådens skimrande glashav

348 
På Sions berg där står ett slaktat Lamm

349 
På sälla himlastranden

350 
Skall vi alla en gång mötas

351 
Slumra ljuvt i jordens sköte

352 
Snart skall min kropp nerbrytas

353 
Till klangen av harpor

354 
Vi får mötas i Eden en gång

355 
Vitklädda skaror
```